# Pomník L. J. Pospíšila
Pomník L. J. Pospíšila je bronzový pomník v Hradci Králové. Byl odhalen v místech, kde bylo 4. srpna 1894 symbolicky započato s bouráním pevnostních hradeb.

## Popis pomníku
Socha je vytvořena v nadživotní velikosti (výška 225 cm) a je odlita do bronzu, podstavec s příslušenstvím proveden ze světlé jemně štukované slezské žuly nese nápis: "LAD. JAN POSPÍŠIL OSVOBODITEL MĚSTA Z POUT HRADEBNÍCH" a základ je betonový.

## Historie
Tento bronzový pomník je určen náměstkovi královéhradeckého starosty Ladislavu Janu Pospíšilovi, který se zasloužil o zbourání místní pevnosti a je označován za osvoboditele Hradce Králové od pout hradebních. Několik minut po svém referátu v městské radě, v němž oznámil, že byla sjednána smlouva mezi městem a vojenským erárem o koupi pevnostních pozemků, byl raněn mrtvicí a 6. března 1893 zemřel. Vyjednávání o zřízení pomníku bylo poměrně dlouhé, protože trvalo 40 let. Svého času bylo dokonce usneseno, že jeho pomník bude postaven z kvádrů bývalé pevnosti.

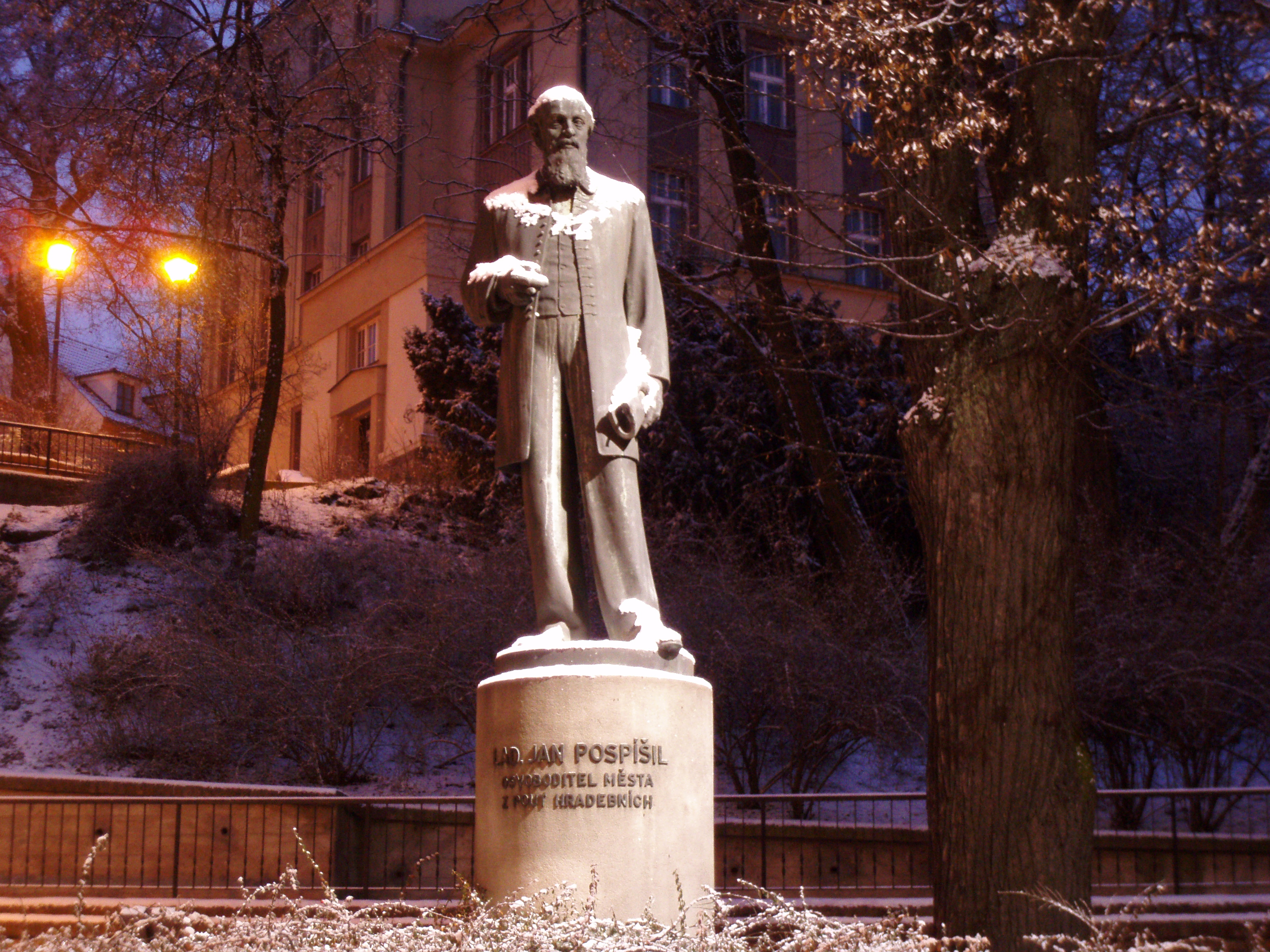
Pomník L. J. Pospíšila

4. prosince 1926 byl schválen návrh uměleckého odboru, aby postavení Pospíšilova pomníku bylo řešeno na prostranství před Sokolskou stezkou, z hradebních kvádrů s reliéfem jeho hlavy. V témže odboru bylo rozhodnuto, aby vypracováním návrhu na pomník byli pověřeni architekt Stejskal a akademický sochař Škoda, přičemž měli připravit 2 návrhy. Jeden pro místo těsně pod Sokolskou stezkou, druhý na prostranství proti zámečnické škole. Nakonec však došlo na architekta Jana Rejchla a akademického sochaře Josefa Škodu.
27. října 1930 městská rada schválila, aby byl pomník postaven podle návrhu akademického sochaře Škody a architekta Jana Rejchla. 9. března 1931 se konalo komisionelní řízení o umístění pomníku. Komise uznala za nejvhodnější místo před schodištěm k Husovu domu. V dubnu 1931 byla zadána sochařská práce na pískovcovém pomníku firmě V. Škoda a syn. Náklad měl činit asi 40 000 Kč. V květnu 1932 bylo akad. sochaři Josefu Škodovi a kamenické firmě V. Škoda zadáno zhotovení a postavení pomníku Jana Pospíšila podle schváleného modelu za paušál 53 000 Kč.
Odhalen měl být již 6. března 1933 ke 40. výročí náměstkova úmrtí, ale tvůrce sochy zažádal o prodloužení lhůty, ve které mělo být dílo hotovo, do 15. dubna. Následně byl předán do Bartákova kovoliteckého závodu v Praze-Hrdlořezích, kde byl odlit do bronzu.
Pospíšilův pomník byl tedy nakonec umístěn na okraji Žižkových sadů u ústí třídy po něm pojmenované 25. června 1933, a to na místě, kde začalo symbolicky bourání hradeb pevnosti. Po zapění slavnostního sboru Nepasickými pěvci promluvil starosta města Josef Pilnáček a JUDr. František Ulrich.
Za německé okupace byla socha jako nebezpečný symbol dobrých časů dána do sběru, ale na místě zůstal žulový sokl. Plastika přečkala ve sběrně, naštěstí tak nebyla zničena a 7. října 1946 se vrátila nepoškozena na původní místo. Nad její reinstalací ještě bděl autor Josef Škoda, který o něco později zemřel.